# Carl Alstrups Kærlighed paa Aktier
Carl Alstrups Kærlighed paa Aktier er en dansk stumfilm fra 1915, der er instrueret af Lau Lauritzen Sr..

## Handling
Denne artikel mangler et handlingsreferat. Hjælp os med at skrive det.

## Medvirkende
- Carl Alstrup - Jean Valeur, student
- Bertel Krause - Chanteloup, sikkerhedsnålefabrikant
- Stella Lind - Madeleine, Chanteloups datter
- Olga Svendsen - Baronesse Elvira de Compiègne
- Frederik Buch - Ventour, skræddermester
- Christian Schrøder - Bobinet, skomager
- Betzy Kofoed - Medvirkende